# Zzyzx
Zzyzx (spreek uit 'zaiziks') is een Amerikaans plaatsje in San Bernardino County (Californië). Tot 1974 was het de locatie van de Zzyzx Mineral Springs and Health Spa en tegenwoordig is het Desert Studies Center van de California State University er gevestigd. Het gebied is ook de locatie van het artificiële Lake Tunedae, een van de verblijfplaatsen van de bedreigde Mohave tui chub, een karperachtige. Zzyzx Road is een 7,2 km lange, deels verharde lokale weg in de Mojavewoestijn.
Baker is de meest nabijgelegen plaats, 11 km ten noorden van Zzyzx. De eerste grote stad is Las Vegas in Nevada, ongeveer 160 km naar het noordoosten.

## Etymologie
Zzyzx kreeg zijn naam in 1944 van de stichter van het plaatsje, de radio-evangelist Curtis Howe Springer (1896-1985), die er een gebied van 49 km² had gepacht, met daarin de minerale bronnen. Hij wilde dat de naam de laatste plek in het alfabet van alle Amerikaanse plaatsnamen zou innemen. In 1974 werd zijn pachtcontract door de overheid verbroken omdat hij misbruik zou maken van land dat niet zijn eigendom was.

## Fotogalerij

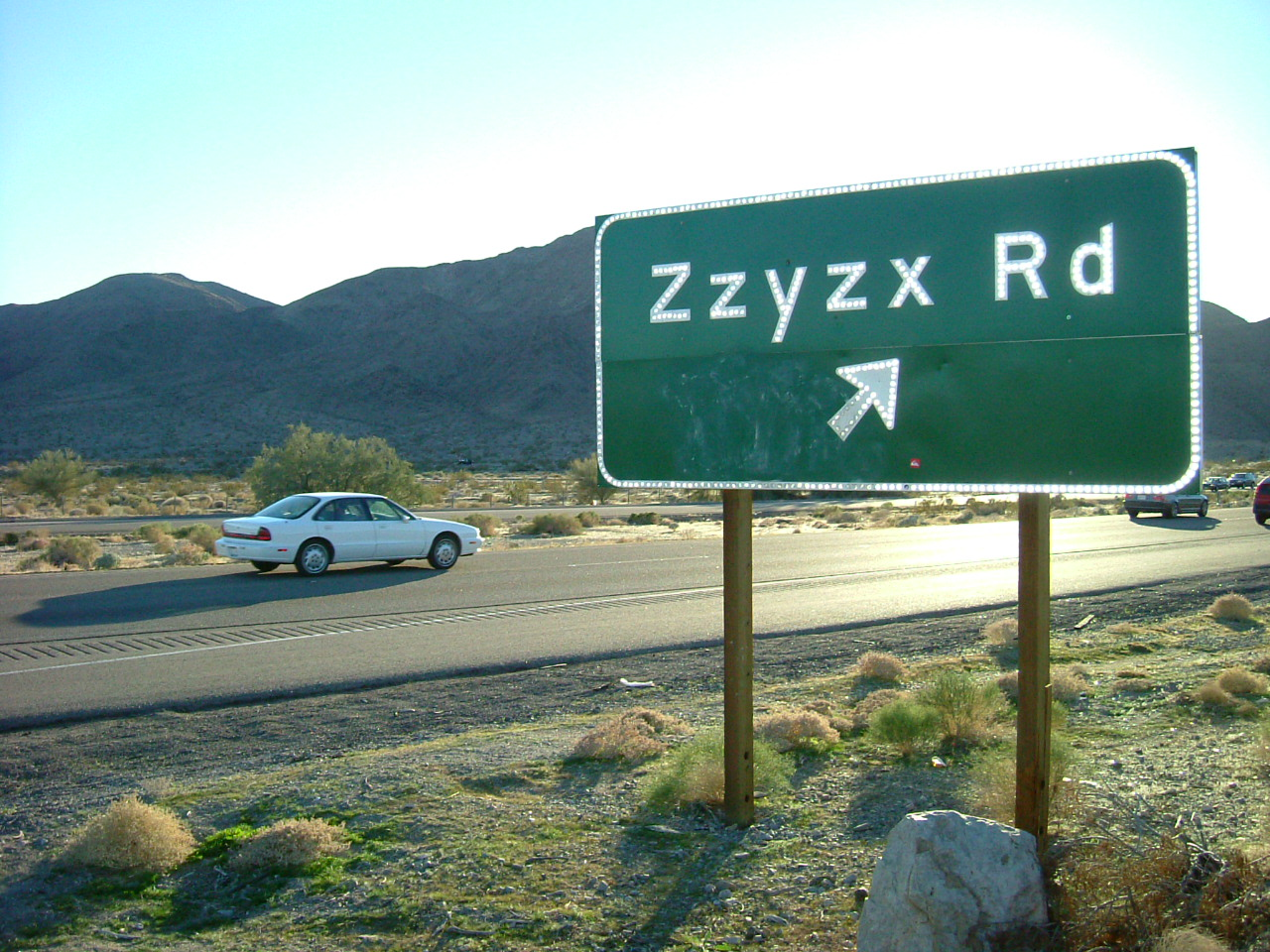
Afslag naar Zzyzx Road
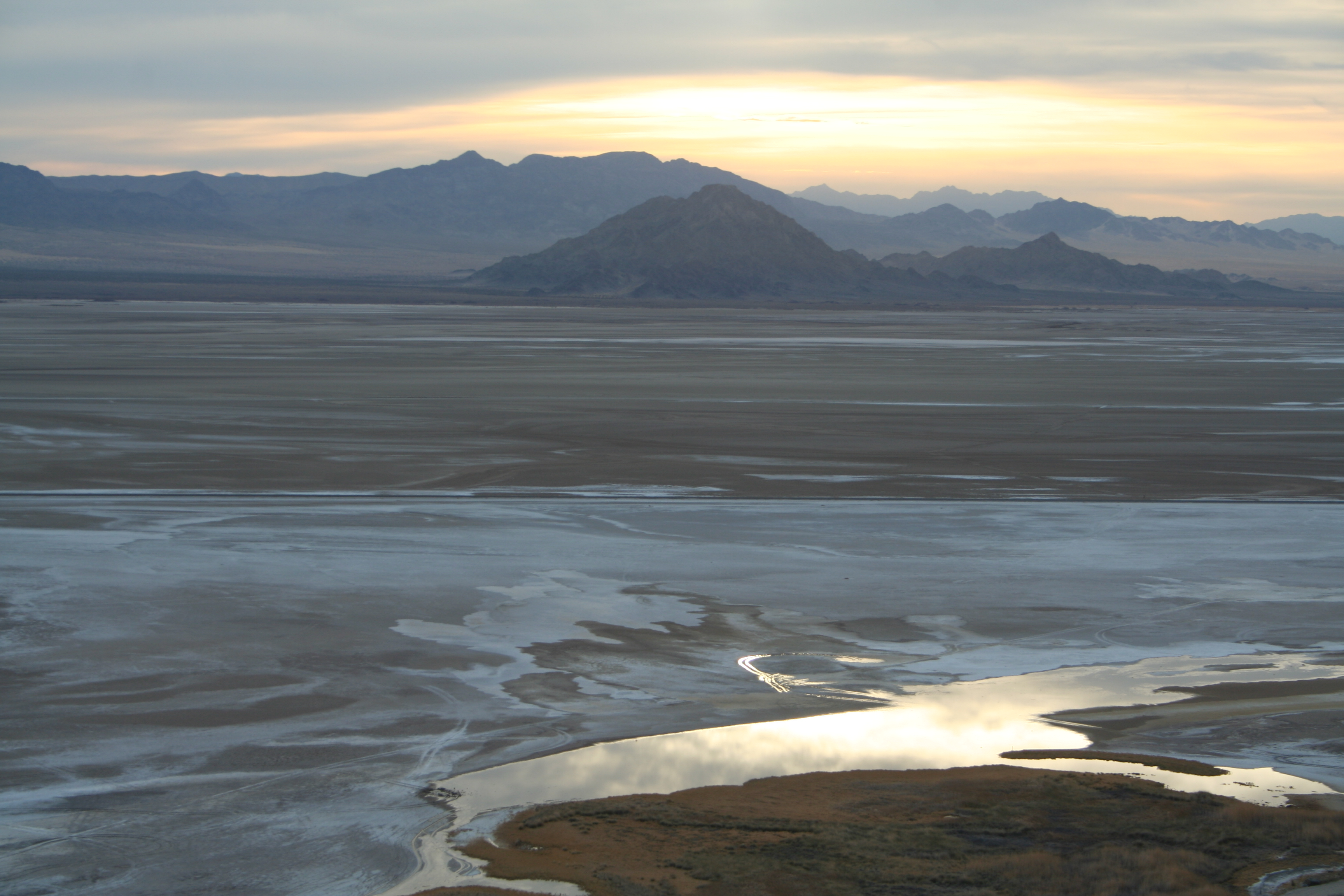
Het droge Soda Lake nabij Zzyzx
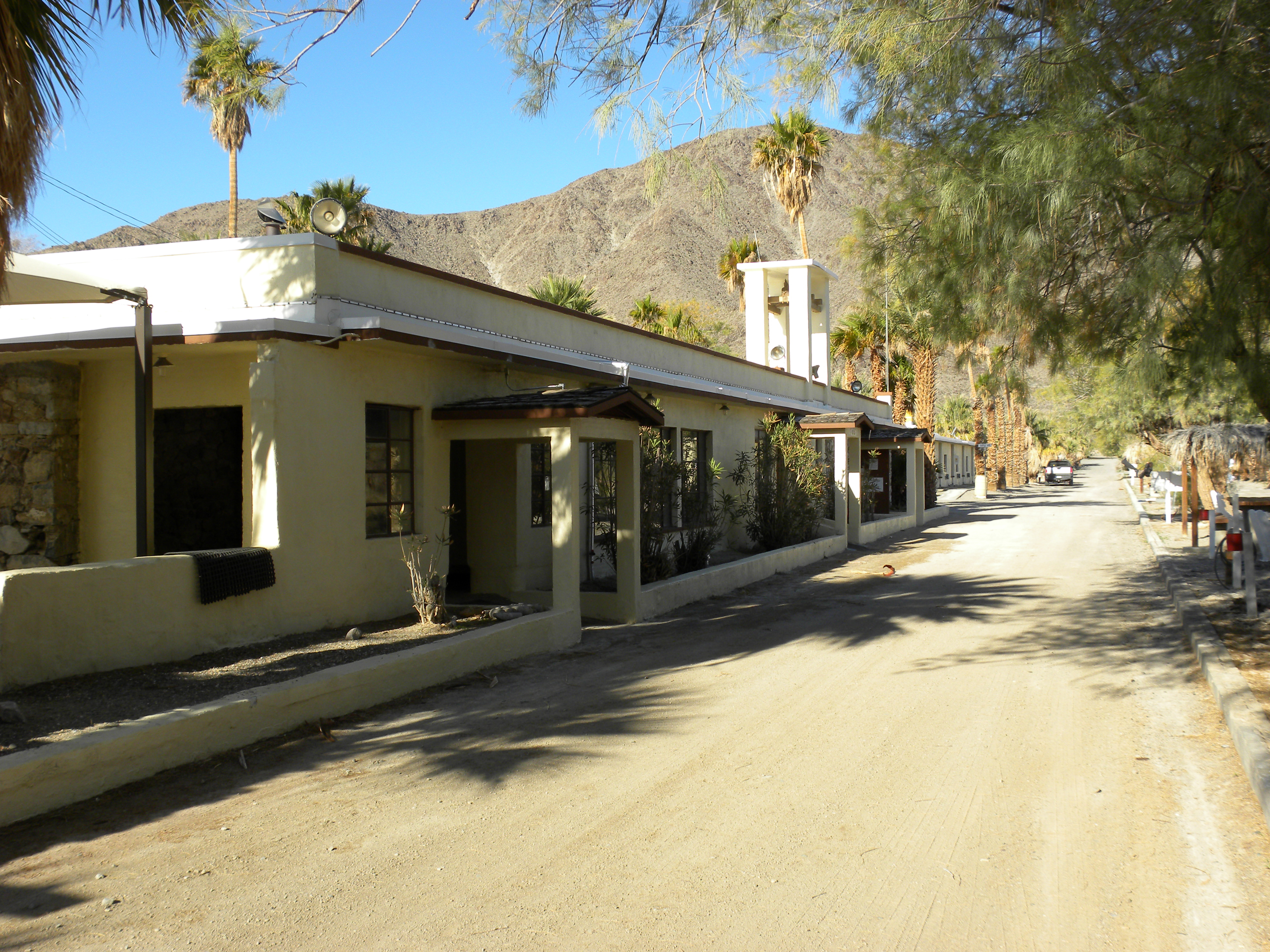
Desert Studies Center
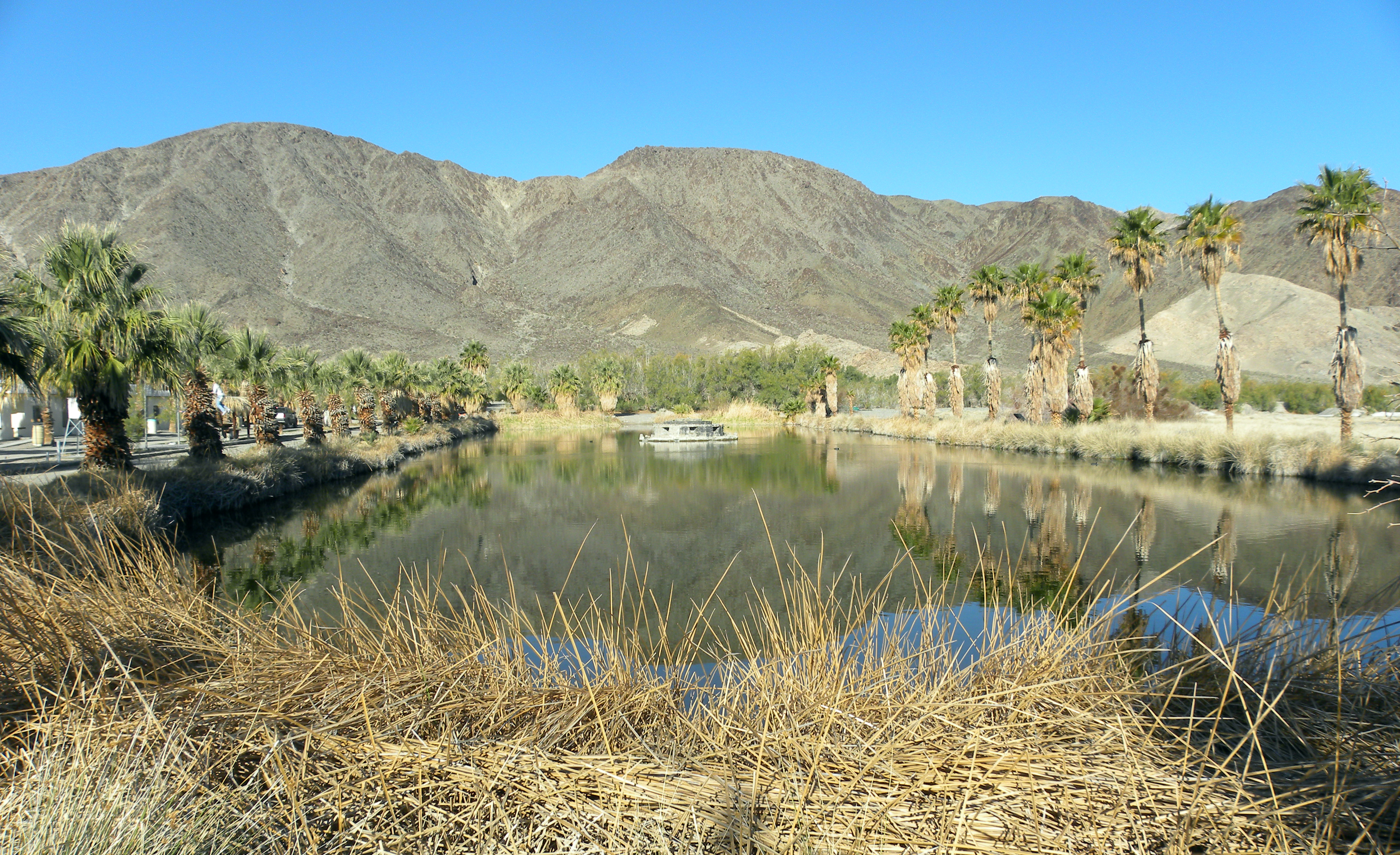
Lake Tuendae is een aangelegde poel waar de American coot en de bedreigde Mohave tui chub leven
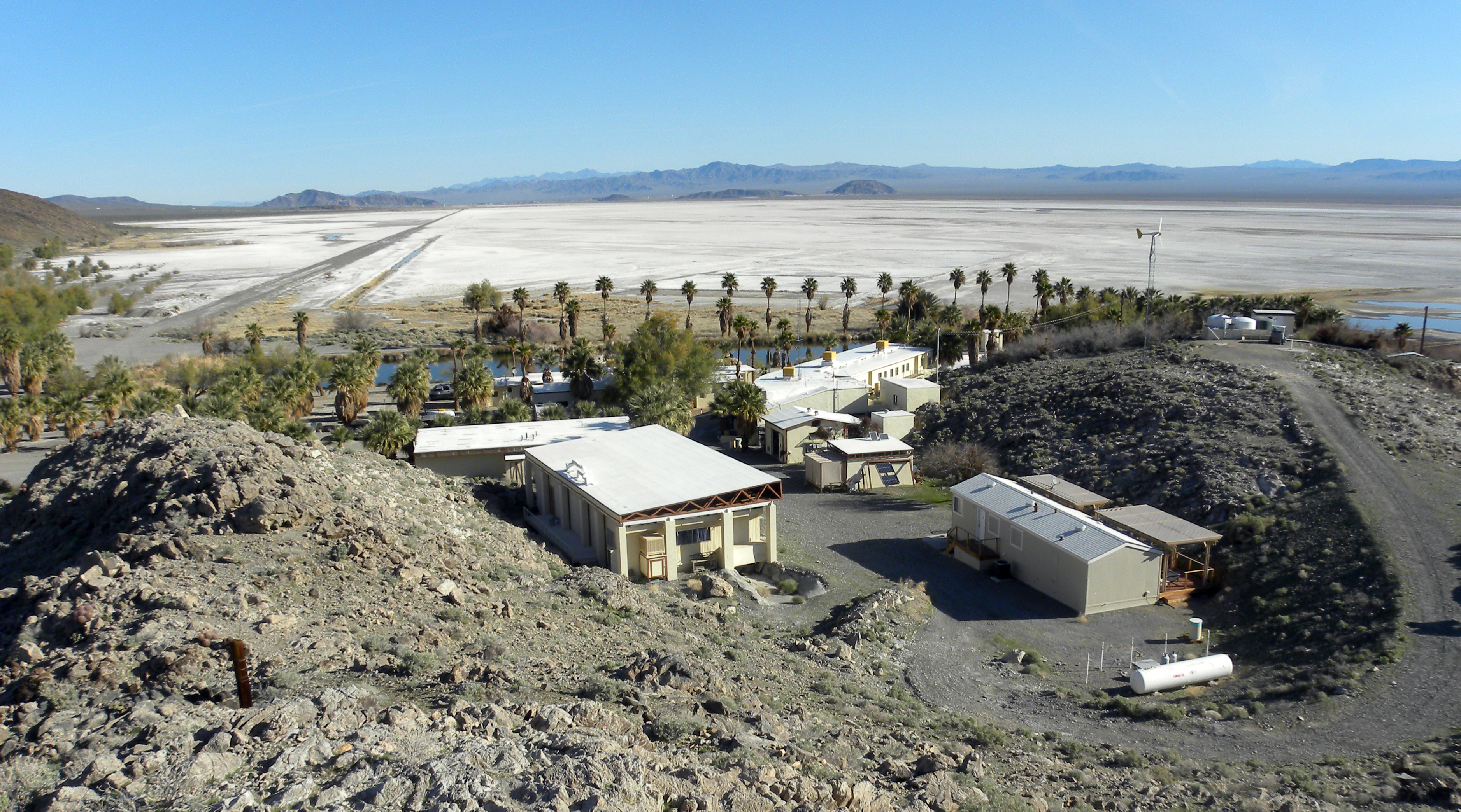
Overzicht van het studiecentrum en Lake Tuendae
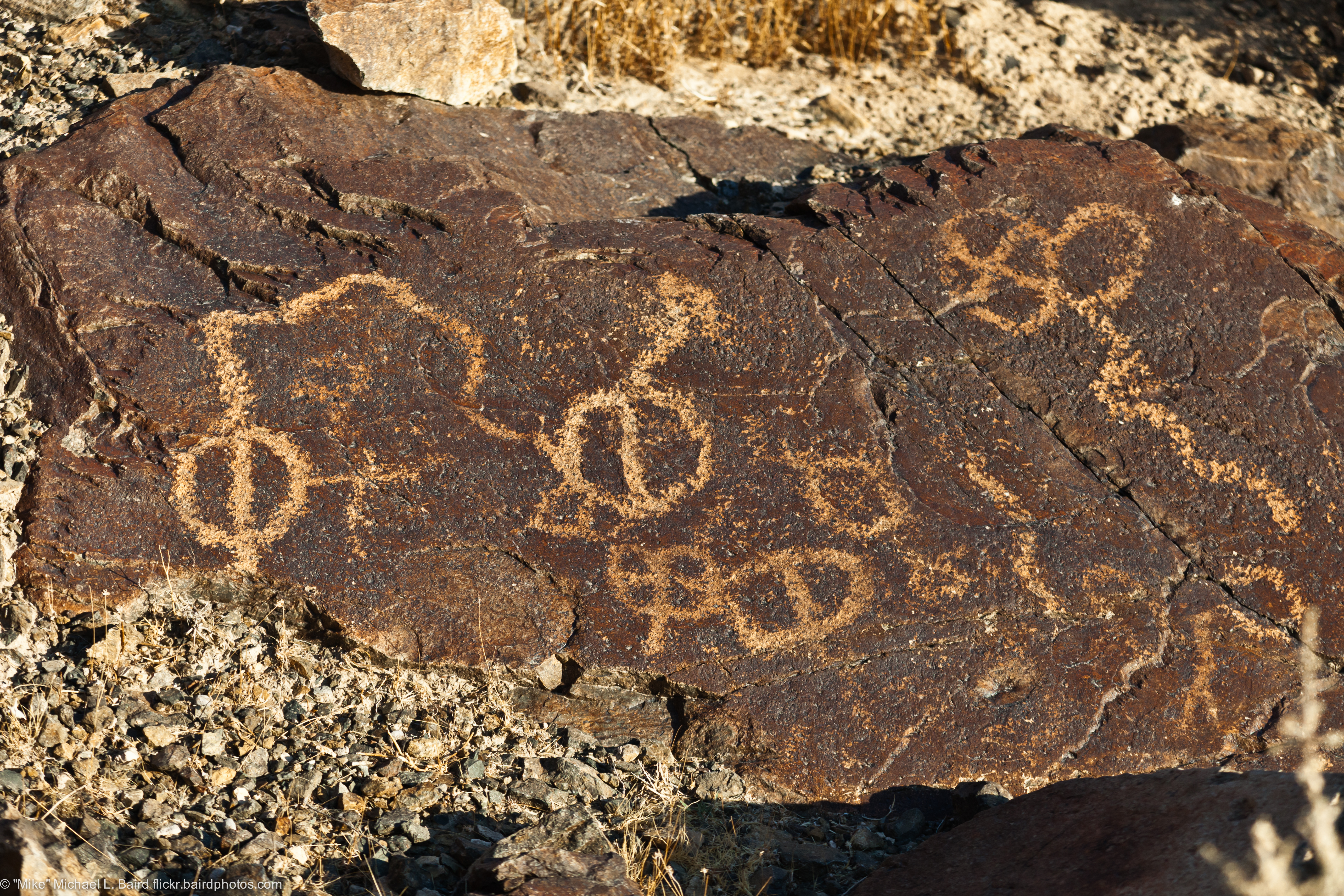
Petrogliefen in het Desert Studies Center